# Zvjezdana vrata SG-1 (sezona 6)
Šesta sezona znanstveno fantastične serije Zvjezdana vrata SG-1 sastoji se od 22 epizode. Prvo emitiranje pete sezone počelo je 7. srpnja 2002. godine na Sky One-u. U šestoj sezoni nastavlja se borba protiv Anubisa. Jonas Quinn postaje član SG-1 tima. Američka i ruska vlada upoznaju kinesku, francusku i vladu Ujedinjenog Kraljevstva o postojanju programa Zvjezdana vrata, što senator Kinsley pokušava iskoristiti za svoje osobne interese.

## Epizode
- 1. Iskupljenje (1.dio)
- 2. Iskupljenje (2. dio)
- 3. Poniranje
- 4. Zaleđena
- 5. Mjesečari
- 6. Ponor
- 7. Zakulisne igre
- 8. Drugi ljudi
- 9. Odanost
- 10. Lijek
- 11. Prometej
- 12. Neprirodan odabir
- 13. Neviđeni prizor
- 14. Dim i ogledala
- 15. Izgubljeni raj
- 16. Metamorfoza
- 17. Otkriće
- 18. Napušten
- 19. Mjenjolik
- 20. Memento
- 21. Predskazanje
- 22. Puni krug